# 张颖 (1970年)
张颖（1970年10月—），女，汉族，河北沧州人，中国共产党党员。硕士研究生学历。曾获天津市抗击非典先进个人荣誉称号。现任市疾病预防控制中心中心副主任。